# Красень дуб
Кра́сень дуб — ботанічна пам'ятка природи місцевого значення в Україні. Об'єкт природно-заповідного фонду Вінницької області. 
Розташована у місті Вінниця, на вул. Архітектора Артинова, 24, біля дитячої стоматологічної поліклініки. 
Площа 0,01 га. Оголошена відповідно до рішення Вінницького облвиконкому від 29.08.1984 року № 371. Перебуває у віданні міського комунального підприємства «Вінницязеленбуд». 
Статус надано для збереження красивого екземпляра дуба звичайного віком понад 100 років.